# Klára Špecingerová

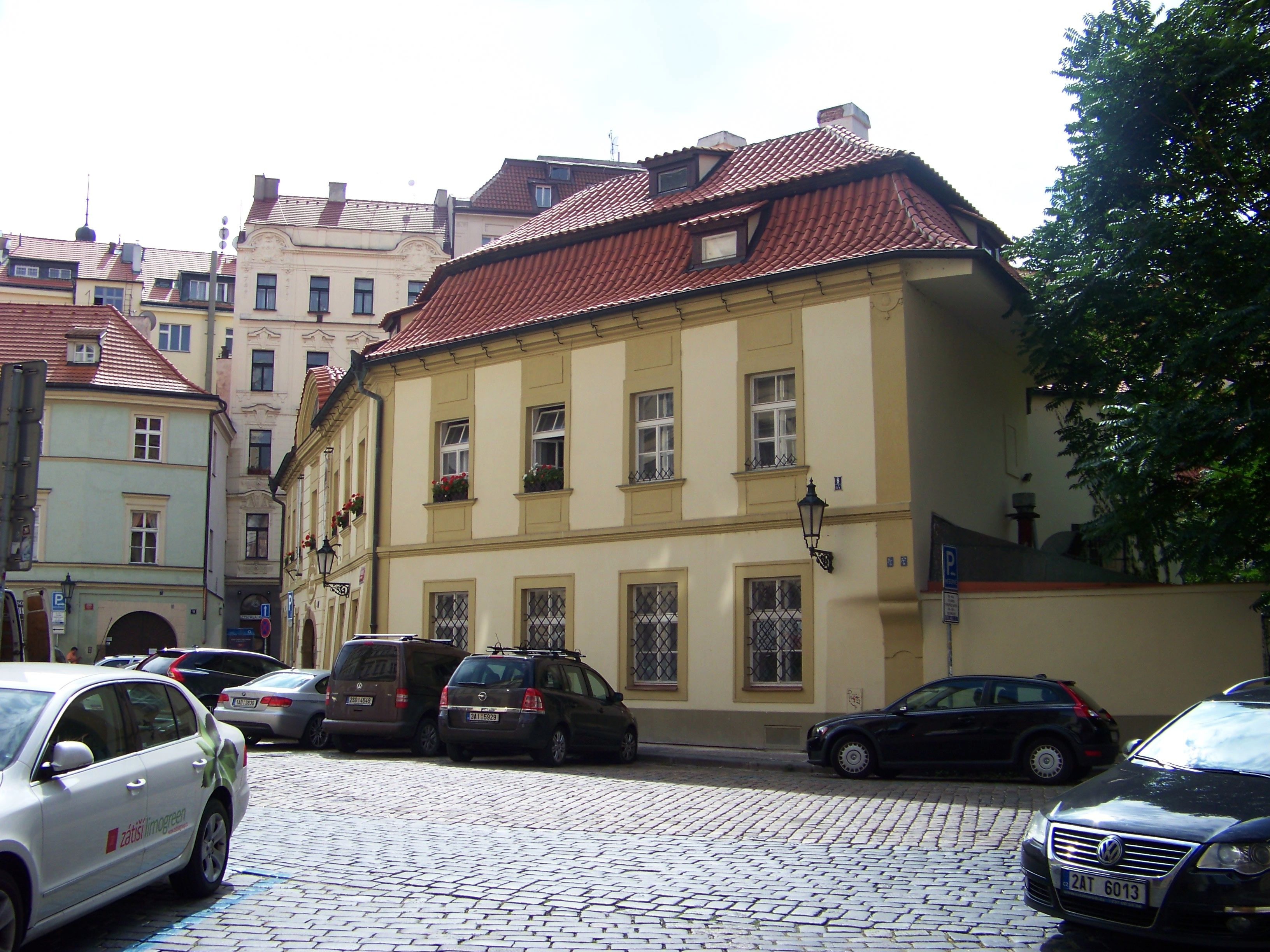
Náprstkovo muzeum v Praze, Dům u Halánků s knihovnou Amerického klubu dam

Klára Špecingerová (též Klára Baušová-Špecingerová či Špecingrová, 9. března 1860 Zvoleněves – 27. dubna 1918 Praha) byla první českou profesionální knihovnicí, průkopnicí bibliografie a též překladatelkou z ruštiny a angličtiny.

## Život
Klára Špecingerová pocházela z rodiny učitele Leopolda Špecingra (1827–1866) a Kateřiny roz. Vondráčkové (1836–1873), s níž se v roce 1863 přestěhovala do Jenče. Po smrti rodičů byli oba synové Jan (1861–1887) a František dáni obcí do učení k místním řemeslníkům, Klára byla na doporučení hostivického faráře Václava Čížka uvedena do Amerického klubu dam a přijata na vychování Vojtou Náprstkem a jeho matkou společně s dalšími čtyřmi dívkami. Začala navštěvovat průmyslové oddělení Obchodní a průmyslové dívčí školy Ženského výrobního spolku českého, současně se učila němčině, angličtině, francouzštině a ruštině. Hodně četla.
Ještě před dokončením školy začala od roku 1874 pracovat jako knihovnice v Náprstkově soukromé bibliotéce.
Provdala se v roce 1887 za pravidelného návštěvníka salonu u Náprstků, ing. Pavla Bauše, ředitele elektrárny na Žižkově. Měli spolu tři dcery: Blaženu Bassovou (1888–1971), Milenu Spunarovou (1891–1979), Věru Hochovou (1893–1981) a syna Radima (1895–1978).
Dlouhodobě se věnovala veřejné osvětové a kulturní činnosti a překladatelství a s manželem vedli velmi oblíbený salón.
Zemřela v Praze 27. dubna 1918 na Španělskou chřipku.

### Původ jména
Předci s tímto neobvyklým příjmením přišli do Čech na přelomu 16. a 17. století z Holandska jako obchodníci se dřevem a usadili se v Týnci nad Labem a Chlumci nad Cidlinou.

### Činnost knihovnice
Po skromných úkolech dělat „dohled“ a být „k ruce hostům“ se postupně zabývala celou šíří dalších knihovnických činností a úkolů. Knihovna s rozsáhlým fondem, který v roce 1872 obsahoval 3864 svazků, vyžadovala soustavnou práci. Po dokončení studia pracovala v knihovně každodenně, před ní měla knihovna dva správce.
Náprstkova soukromá knihovna byla otevřena všem čtenářům a návštěvníkům. Obsahovala především literaturu odbornou. Osvětová kulturní činnost a Náprstkův společenský salón vytvářel z knihovny jedno z center české vědy a kultury. K návštěvníkům patřila intelektuální – nejen literární – Praha: Jan Neruda, Karolina Světlá, Miroslav Tyrš, Jakub Arbes, Adolf Heyduk, Jaroslav Vrchlický, Josef Václav Sládek, Eliška Krásnohorská, Zikmund Winter, Alois Jirásek, Josef Václav Frič, Jaroslav Goll, Otakar Hostinský, Ladislav František Čelakovský, ale také mladý Tomáš Masaryk. Všichni byli knihovnicí obsluhováni jako čtenáři a jsou zapsáni v jejích Památnících.
Knihy se půjčovaly prezenčně i absenčně. V roce 1880 se uskutečnilo 7440 výpůjček dle záznamů ve „výpůjčních sešitech“.
Knihovnice vypracovala pro čtenáře katalog českých knih i soupis knih cizojazyčných (dvousvazkový anglický s 929 záznamy). Podílela se i na vydání věcných katalogů knih jednotlivých oborů (filozofie, právo, ženská otázka, přírodní vědy, hospodářství a průmysl, zeměpis a historie) podle knih a článků.

### Činnost bibliografická
Knihovna zpracovávala odpovědi na dotazy návštěvníků a hostů (dnešní terminologií knihovna poskytovala bibliografické a informační služby) z rozsáhlého fondu knihovny včetně knihovny příručních encyklopedií, jazykových příruček, řady slovníků, bibliografií. Vedle čtenářských dotazů se jednalo i o složitější úkoly rešeršní.
Knihovna doplňovala knihovní fond výstřižky z novin široké tematiky ženská otázka, dělnická otázka, zeměpis, historie. Získané výstřižky byly nalepovány do samostatných sešitů. I na této činnosti se Klára Špecingerová podílela. Vedle toho v knihovně existoval také fotografický fond, který v roce 1897 čítal 12 728 kusů.
Klára Špecingerová zpracovala Seznam článků z vlastivědy Čech, Moravy a Slezska, obsažený v časopisech českých od r. 1801 do 1885, který vyšel v nakladatelství J. Otty v roce 1891. Soupis má dvě části: 245 – jazykově českých excerpovaných novin a časopisů a seznam zeměpisných hesel (osady, země, oblasti, hory, vodstvo, významné stavby a pomístní názvy. Dnes je soupis i přes dílčí nepřesnosti pramenem k vlastivědné literatuře 19. století.
Její bibliografie překladů děl z ruštiny do češtiny patří k prvním pracím tohoto druhu. V roce 1882 byl publikován soupis Literatura ruská, 1883 Ruská a maloruská literatura v Čechách i se jmenným soupisem překladatelů. V Rozhledech literárních vyšel v roce 1886 soupis Z anglického písemnictví, podkladem byl referát v anglickém časopise Atheneum; autorka jednotlivá díla hodnotí a doplňuje soupis poznámkami, které překlady jsou k dispozici v Náprstkově knihovně.

### Činnost literární
Přispěla do jubilejního sborníku Amerického klubu dam spoluprací na úvodní stati Sofie Podlipské a samostatným příspěvkem Statistika bývalého Amerického klubu dam roku 1865–1885, který včetně seznamu přednášek, naučných výletů a procházek je souhrnem klubové činnosti v oblasti osvětové, kulturní i sociální.
V Ženských listech uveřejnila příspěvek Vyšší vzdělání žen v Evropě a Americe o vysokoškolském studiu žen a v časopise Světozor článek o cestách Emila Holuba.

### Činnost překladatelská
Překlady, jimiž přispěla k vydání vybraných spisů F. M. Dostojevského (povídka Malý hrdina) a L. N. Tolstého (povídka Tři smrti) se zařadila též mezi první překladatele klasiků ruské literatury. Přeložila několik děl i méně známých ruských autorů. Nejčastěji její překlady vycházely v časopise Lumír, knižně vyšel překlad G. P. Danilevského Kněžna Tarakanova.
Překlady z angličtiny vycházely v Národních listech, dětském časopisu Budečská zahrada nebo v Lumíru. Překládala tehdy velmi populárního Hugha Conwaye – povídky Životu navrácena, Chmurné dny, Ostny a hroty a Povídka o jednom sochaři.

### Činnost osvětová
Pro vlastivědné vycházky a zájezdy Amerického klubu dam pořádaných Vojtou Náprstkem připravovala hektografické rozmnožování map.
Pomáhala mu i v přípravě Bazaru ve prospěch Národního divadla v Brně pořádaný na Žofíně 15. května 1884, na kterém se prodávaly rukopisy a památky českých literátů a významných osobností, na které se Špecingerová sama korespondenčně obracela. Zachovaly se průvodní dopisy doprovázející dary literátů Václava Beneše Třebízského, Josefa Heyduka, Aloise Jiráska, Františka Ladislava Riegera a dalších. Někteří pisatelé poznamenávali, aby si neprodané rukopisy ponechala; v její pozůstalosti byl i rukopis Prostých motivů Jana Nerudy.
Zachovaly se i její památníky se zápisky a podpisy návštěvníků salónu u Náprstků. Jejich hodnota vypovídá mnoho z oblasti kulturněhistorické a literárněvědné. Záznamy svědčí o jejích přátelských vztazích s mnoha osobnostmi veřejného života, literátů, pedagogů, výtvarných umělců, vědců, cestovatelů, představitelek ženského hnutí, krajanů z ciziny. V záznamech vlastního salónu manželů Baudyšových jsou mezi návštěvníky hudební skladatelé Antonín Dvořáka a P. I. Čajkovskij.
Dílo Kláry Špecingerové-Baušové je dnes téměř neznámé. Činností v Náprstkově knihovně přispěla výrazně k formování a významu úlohy knihoven na konci 19. století. Její bibliografická činnost byla průkopnická.

## Dílo

### Překlady
- Životu navrácena – Hugh Conway; z angličtiny. Praha: Jan Otto, 1885[18]
- Ostny a hroty. Povídka o jednom sochaři – Hugh Conway. Praha: Alois Hynek, 1886[19]
- Kněžna Tarakanova: historický román – Grigorij Petrovič Danilevskij; z ruštiny. Praha: A. Hynek, 1886[20]
- Dvojník; Nétička Nezvánova a Malinký hrdina – F. M. Dostojevskij; přeložili Jaromír Hrubý a Klára Špecingrová-Baušová. Praha: J. Otto, 1920
- Tři smrti – L. N. Tolstoj